# Stuurinrichting
Een stuurinrichting is een systeem waarmee men een voertuig kan besturen. De stuurinrichting zorgt ervoor dat de bewegingen van het stuurwiel door de bestuurder wordt overgebracht op de wielen of roeren van een schip of vliegtuig, waardoor het voertuig van richting kan veranderen. 

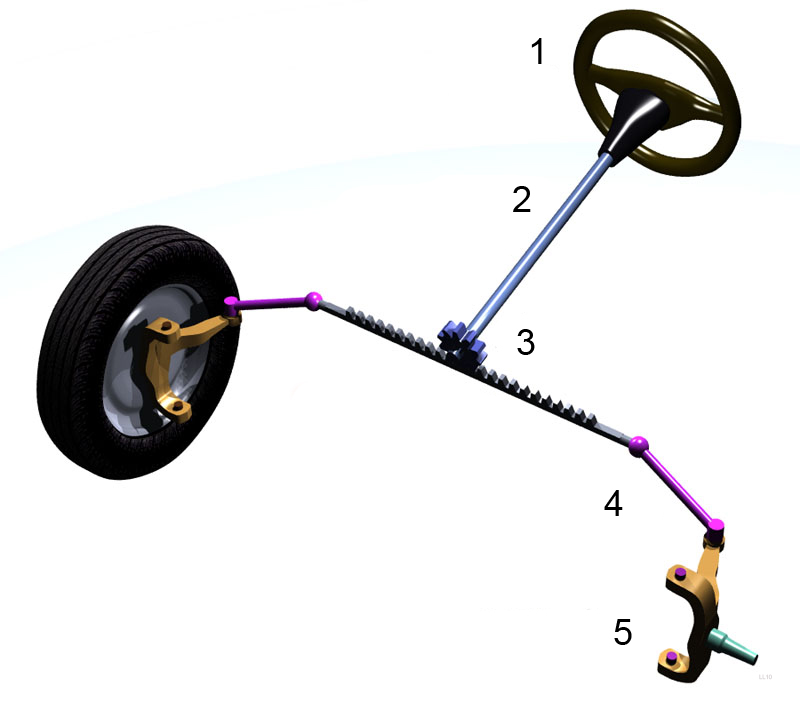
Klassieke constructie waarbij de hartlijn van de fusee buiten die van het wiel ligt.

## Auto
In auto's wordt fuseebesturing toegepast. De fusee is de (denkbeeldige) as waarom het wiel zwenkt bij het sturen. Bij de klassieke constructie zoals in de afbeelding hiernaast weergegeven, ligt de hartlijn van deze as buiten die van het wiel. Sinds het midden van de 20e eeuw (voor het eerst toegepast in de Citroën 2CV van 1949) wordt een constructie gekozen waarbij die beide hartlijnen samenvallen, waardoor de besturing veel stabieler wordt. In veel auto's wordt de besturing met stuurbekrachtiging uitgerust.

## Schip
Het stuurwiel van een schip wordt wel roer genoemd, niet geheel juist, want het roer is het stuurvlak aan de achterzijde van het schip. In tegenstelling tot het stuurwiel van een auto kan zo'n wiel kan een groot aantal omwentelingen maken.
Kleine boten hebben veelal geen stuurwiel maar een helmstok die direct aan het roer gekoppeld is.

## Vliegtuig
Het stuurwiel van een vliegtuig heet yoke. Het is U-vormig. Het kan een uitslag naar links en rechts maken van ongeveer 45 graden, waarmee de ailerons worden bediend. Een yoke kan ook naar voren en achter worden bewogen en daarmee wordt het hoogteroer bediend, waardoor de snelheid verandert.
Andere vliegtuigen hebben een stuurknuppel, die evenals een yoke naar links en rechts, naar voren en achter kan worden bewogen. 
Een stuurknuppel treft men vooral aan bij kleine sportvliegtuigen, maar soms ook bij verkeersvliegtuigen.
Behalve met een yoke of knuppel heeft een vliegtuig pedalen waarmee in de lucht het richtingsroer en op de grond het neus- of staartwiel worden bediend. Bij een helikopter bedienen de pedalen de spoed van de staartrotor.

## Voorasconstructie
De voorasconstructie is afgestemd op de fuseebesturing. Bij de meeste vrachtauto's en bussen wordt als vooras een vuistas toegepast. De astrap wordt met behulp van een fusee en fuseekogel aan het uiteinde van de vooras gemonteerd. De voorwielen zijn op deze manier verdraaibaar ten opzichte van de starre vooras.

## Opbouw

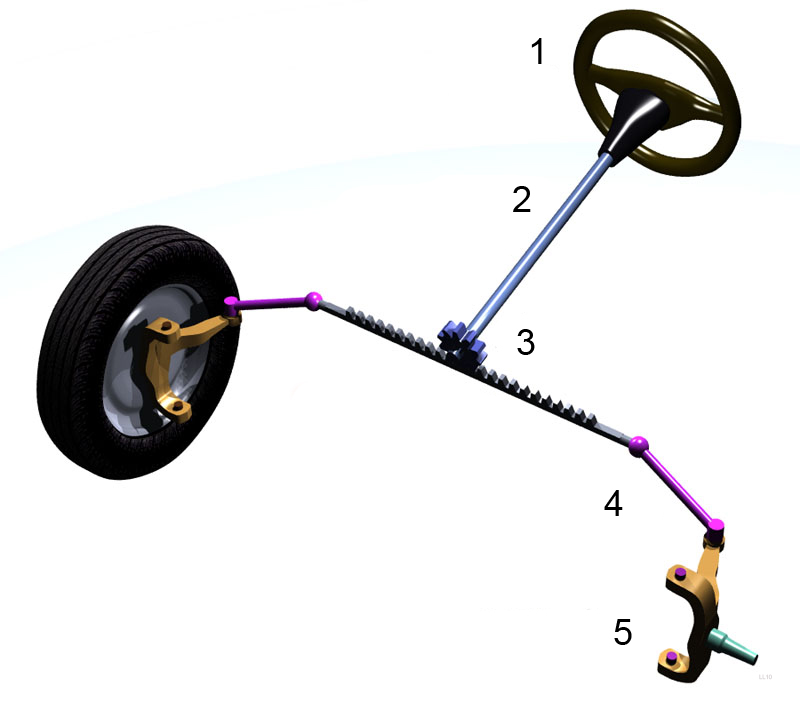
Stuurinrichting
1 Stuurwiel
2 Stuurkolom
3 Pignon (rondsel) met tandheugel
4 Stuurarm
5 Fusee-armen

Een stuurinrichting bestaat uit de volgende onderdelen:
- Stuurwiel: hiermee wordt door de bestuurder de stuurinrichting in werking gesteld.
- Stuuras: hieraan is het stuurwiel bevestigd, De draaiende beweging van het stuurwiel wordt via de stuuras in het stuurhuis overgebracht naar de stuurarm.
- Steunbuis: de steunbuis is een buis die de stuuras omhult. De steunbuis kan door middel van een mechanisme verstelbaar zijn.
- Stuurhuis: dit is een metalen huis waarin de overbrenging zit die de draaiende beweging van de stuuras omzet in een sturende beweging.
- Stangenstelsel: het stangenstelsel brengt de sturende beweging van het stuurhuis over naar de wielen. Dit stangenstelsel bestaat uit:
  - de pitmanarm
  - de stuurstangen
  - de spoorstang
  - de stuurarm
  - de fusee-armen
- Fusees en fuseepennen maken het zwenken van de wielen mogelijk

## Stuurbekrachtiging
Omdat het stuur zwaar tot zeer zwaar kan draaien, vooral bij lage snelheden, wordt de laatste jaren  stuurbekrachtiging toegepast. De kracht van de draaiende beweging van de stuuras wordt zo voor de bestuurder lichter gemaakt. Vooral bij het sturen van bussen en vrachtauto's is dit noodzakelijk. Ook hedendaagse personenauto's hebben standaard bijna altijd stuurbekrachtiging.